# Abraham-Louis Perrelet

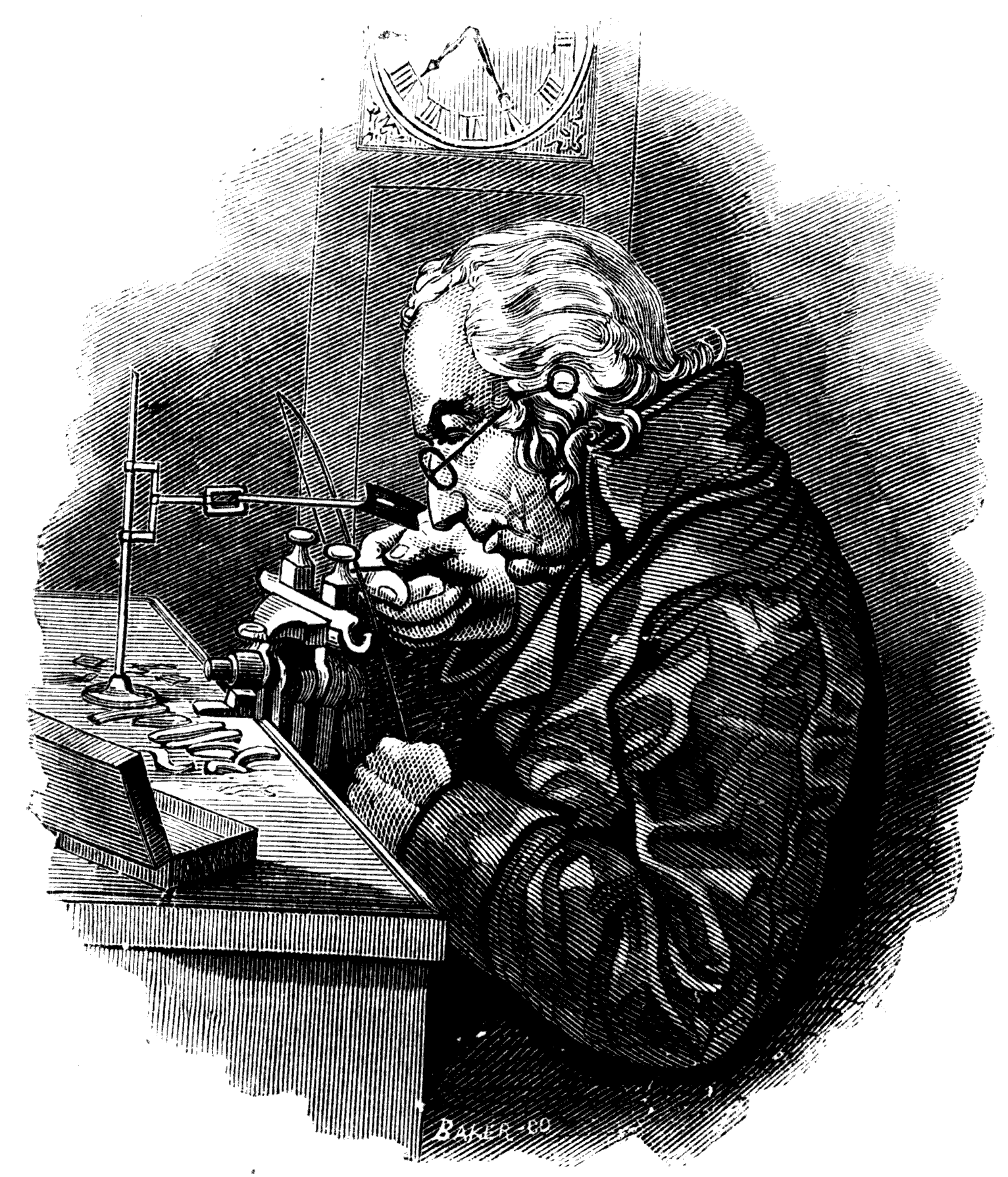
Grabado del padre Perrelet.

Abraham-Louis Perrelet, (n. Le Locle, Neuchâtel; 9 de enero de 1729 - f. ibídem, 1826) fue un horólogo y relojero suizo,, considerado el inventor del reloj automático.

## Semblanza
Perrelet fue el primero en su localidad que fabricó relojes con escape de cilindro, de "duplex”, de calendario y de ecuación. Él mismo diseñaba los «ébauches», y además pulía los acabados, los piñones, las ruedas, los escapes y los mecanismos de remontaje de sus relojes.
Inventó un reloj que se daba cuerda automáticamente en 1770 para bolsillo. El reloj funcionaba con el mismo principio que un moderno reloj de pulsera y fue diseñado para darse cuerda mientras el propietario caminaba, usando una oscilación de peso dentro del gran reloj que se movía arriba y abajo. La marca Perrelet es creada en 1777.
La Sociedad de las Artes de Ginebra anunció en 1777 que 15 minutos andando eran necesarios para dar cuerda al reloj lo suficiente como para ocho días y en 1778 anunció que se estaba vendiendo bien.
Perrelet es ampliamente conocido por inventar el movimiento básico denominado hoy "automático". Esta hipótesis ha sido recientemente cambiada, debido a que no se sabe con exactitud cuál fue el movimiento que creó. Se señaló que el primer dibujo y descripción de un reloj automático había sido creado en 1778 por el relojero Hubert Sarton y que no se puede estar seguros de que el reloj de Perrelet estuviera realmente basado en un principio de rotor (algunos otros fabricantes de relojes también son conocidos por haber creado relojes automáticos en los años 70 del siglo XVIII). En 1780 Perrelet creó el primer podómetro midiendo los pasos y la distancia mientras se caminaba.
Perrelet vendió algunos de sus relojes al relojero Abraham Louis Breguet, hacia 1780, quien mejoró el mecanismo en su propia versión del diseño, llamando a sus relojes "perpetuelles", la palabra francesa que significa perpetuos. Sin embargo, estos relojes no funcionaban de manera fiable y Breguet dejó de producirlos a partir de 1800.
Su nieto, Louis-Frédéric Perrelet, fue relojero de los reyes de Francia.
La marca de relojes de lujo Perrelet fue adquirida por el Grupo Festina, un conglomerado español que incluye también la marca Festina, en 2007.